# ناتالیا سولودکایا
ناتالیا سولودکایا (روسی: Наталья Владимировна Солодкая؛ زادهٔ ۴ آوریل ۱۹۹۵) بازیکن فوتبال اهل روسیه است.
وی همچنین در تیم ملی فوتبال زنان روسیه بازی کرده‌است.